# Legal Week
Legal Week é uma revista britânica semanal para advogados de negócios, lançada em 1999 por Mark Wyatt. Foi adquirida pela Incisive Media em 2005. Em 2016, a empresa vendeu a revista para a ALM, que também publica outras revistas, incluindo The American Lawyer, Corporate Counsel, The National Law Journal e The New York Law Journal. A revista é a destinatária da Revista de Negócios PPA do Ano.